# ديفيد وليامز (لاعب مواليد 1988)
ديفيد وليامز (بالإنجليزية: David Williams)‏ مواليد 26 فبراير 1988 في بريزبان، هو لاعب كرة قدم أسترالي يلعب مع نادي ملبورن سيتي كلاعب وسط.

## المسيرة الاحترافية

### أندية لعب لها
- نادي بروندبي

## روابط خارجية
- ديفيد وليامز على موقع قاعدة بيانات كرة القدم.إي يو (الإنجليزية)
- ديفيد وليامز على موقع ناشيونال فوتبول تيمز (الإنجليزية)
- ديفيد وليامز على موقع Soccerway.com (الإنجليزية)
- ديفيد وليامز على موقع عالم كرة القدم.نت (الإنجليزية)
- ديفيد وليامز على موقع GSA (الإنجليزية)